# Meioneta affinisoides
Meioneta affinisoides là một loài nhện trong họ Linyphiidae.
Loài này thuộc chi Meioneta. Meioneta affinisoides được Andrei V. Tanasevitch miêu tả năm 1984.